# Lucio Staio Murco
Lucio Staio Murco (in latino Lucius Staius Murcus; ... – Siracusa, 40/39 a.C.) è stato un militare e politico romano.

## Biografia
Murco nacque da un certo Sesto, secondo quanto riportato in un'epigrafe proveniente da Sulmona, ed è quindi probabile che venisse dalla zona peligna.
Viene menzionato per la prima volta nel 48 a.C. come legato di Gaio Giulio Cesare durante la guerra civile con Pompeo, come comandante della guardia di Oricum insieme a Marco Acilio Canino; i due ricevettero una richiesta da Marco Calpurnio Bibulo e Lucio Scribonio Libone, che chiedevano di poter trattare con Cesare stesso, e Murco e Acilio fecero arrivare il messaggio al loro generale. Nel 46 a.C. fu coinvolto in una battaglia navale, durante la quale si sparse la voce che Murco fosse rimasto ucciso. Nel 45 a.C. fu forse eletto alla carica di pretore.
L'anno seguente fu nominato governatore della provincia di Siria e mandato lì da Cesare a sconfiggere il ribelle Quinto Cecilio Basso, con l'aiuto del governatore di Bitinia e Ponto Quinto Marcio Crispo. Tuttavia, subito dopo l'assassinio del dittatore Murco passò con i cesaricidi, alleandosi insieme allo stesso Basso e a Crispo con Gaio Cassio Longino, arrivato in Asia dopo essere andato via da Roma, poiché nominato governatore della Siria al posto di Murco. Sotto Cassio Murco diventò quindi praefectus classis (comandante della flotta) . Nel frattempo da Roma era arrivato Publio Cornelio Dolabella, che aveva acquisito le insegne consolari al posto di Cesare, per sconfiggere Cassio; tuttavia, dopo che Dolabella si fu macchiato di molti delitti, il Senato lo dichiarò nemico pubblico. Cassio riuscì ad assediarlo nella città di Laodicea e a sconfiggerlo, grazie alla flotta di Murco che chiuse ogni via di rifornimento dal mare, spingendo così Dolabella al suicidio. Successivamente, quando Ottaviano e Marco Antonio iniziarono a mandare truppe in Macedonia per sconfiggere definitivamente i cesaricidi, Murco fu mandato da Cassio sul capo Tenaro, per evitare che la flotta che la regina egizia Cleopatra stava mandando in aiuto dei triumviri potesse sbarcare; tuttavia le navi egizie furono fermate da una tempesta e Murco decise quindi di portare la sua flotta a Brundisium, riuscendo così a bloccare lo stesso Antonio in Italia. Tuttavia, quando Ottaviano arrivò in aiuto di Antonio, Murco dovette ritirarsi e far passare i nemici per non essere sconfitto, ma unì la sua flotta con quella di Gneo Domizio Enobarbo, inviato in suo aiuto da Cassio; i due riuscirono, durante la battaglia di Filippi, a distruggere la flotta dei triumviri comandata da Gneo Domizio Calvino, avendo ormai quasi 130 navi sotto il loro comando.
Dopo la sconfitta e la morte dei cesaricidi, Murco decise di unire la propria flotta con le forze di Sesto Pompeo in Sicilia, portando con sé 80 navi, due legioni e 500 arcieri, insieme a una grande quantità di denaro. Poco dopo i triumviri stipularono con Pompeo pace di Miseno, ma Menodoro convinse Pompeo a continuare la guerra e a non fidarsi di Murco, che era invece favorevole a una riconciliazione; Murco quindi si ritirò a Siracusa, disgustato dal fatto che Pompeo potesse credere nella sua slealtà, e lì fu assassinato da un tribuno e un centurione al soldo dello stesso Pompeo.